# Арилена Ара
Арилена Ара (Скадар, 18. јул 1998) албанска је певачица и текстописац.

## Биографија
Арилена Ара је рођена 17. јула 1998. године у Скадру. Освојила је другу сезону талент шоуа Икс Фактор Албанија 31. марта 2013. године.
Крајем децембра 2019. Radio Televizioni Shqiptar одредио је Ару за представника Албаније за Песму Евровизије 2020. у Ротердаму у Холандији. У фебруару 2020, након неколико месеци проведених у Лос Анђелесу, певачица је објавила да је почела да ради на свом деби студијском албуму. У марту 2020. године, због пандемије ковида-19, Европска радиодифузна унија (ЕБУ) отказала је такмичење за Песму Евровизије 2020.
Ара је објавила свој деби студијски албум, Pop Art, 6. новембра 2021. године. У априлу 2022. дебитовала је као телевизијска водитељка, водитељка истраживачке емисије Piranjat.

## Дискографија

### Албуми
- Pop Art (2021)[10]